# Hartford Hawks
Hartford Hawks (español: Halcones de Hartford) es el equipo deportivo de la Universidad de Hartford, situada en West Hartford, Connecticut. Los equipos de los Hawks participan en las competiciones universitarias de la NCAA, en la Conference of New England (CNE), excepto su equipo de golf femenino, que compite de forma independiente porque la CNE patrocina ese deporte sólo para hombres.
La universidad inició una transición de la División I de la NCAA a la División III de la NCAA en el año académico 2021-22. Los Hawks abandonaron la America East Conference después de 2021-22 y se convirtieron en independientes en la mayoría de los deportes. En julio de 2023, la universidad se unirá a la Commonwealth Coast Conference, ahora conocida como la Conference of New England, de la División III.

## Apodo y mascota
El apodo se originó en la década de  los 40, cuando la escuela competía como Hillyer College. Se cree que el apodo se deriva del hecho de que los espectadores tenían que subir cuatro tramos de escaleras en la antigua Escuela Chauncey Harris en Hudson Street, hasta el Nido del Halcón (hawk nest) para ver los eventos de baloncesto y lucha libre. La mascota oficial es Howie the Hawk.

## Programa deportivo
Los Hawks compiten en 8 deportes masculinos y en 8 femeninos:
| Masculino: - Baloncesto - Campo a través - Atletismo - Fútbol - Béisbol - Lacrosse - Tenis - Golf | Femenino: - Baloncesto - Campo a través - Atletismo - Fútbol - Softball - Voleibol - Tenis - Golf |

## Instalaciones deportivas
- Chase Family Arena es el estadio donde disputan sus partidos los equipos de baloncesto. Fue inaugurado en 1990 y tiene una capacidad para 4.017 espectadores.[2]
- Al-Marzook Field, es el estadio donde disputan sus encuentros los equipos de fútbol. Construido en 1977, se remodeló en 2006. Tiene una capacidad para 2.500 espectadores.[3]

## Baloncesto
El jugador más importante que se ha formado en los Hawks es Vin Baker, ala-pívot con una experiencia de 12 años en la NBA y que fue All-Star en cuatro ocasiones.